# Der Schleier fiel…
Der Schleier fiel… ist ein deutsches Filmdrama von 1960 unter der Regie von Paul May. Die Hauptrollen eines jungen Paares, das in Gewissensnot gerät, sind besetzt mit Vera Tschechowa und Hartmut Reck. Das Drehbuch beruht auf einer Idee von Gisela John.

## Handlung
Automechaniker Robbi Freitag trainiert auf einem stillgelegten Straßenabschnitt mit seinem Motorrad. Der junge Mann träumt davon, Rennfahrer zu werden. Robbis Mutter hält nicht viel von den Ambitionen ihres Sohnes, sein jüngerer Bruder Peter dagegen umso mehr. Nach dem Besuch eines Tanzlokals gerät Robbi mit seinem Motorrad im dichten Nebel ins Schlingern und fährt einen alten Mann an, der mit seinem Hund unterwegs ist. Aus Angst, sich seine Zukunft zu verbauen und keine Lizenz als Rennfahrer zu bekommen, lässt er den Schwerverletzten auf der Straße liegen und begeht Fahrerflucht. Anderentags liest er in der Zeitung, dass der hilflose alte Mann von einem nachfolgenden Lieferwagen überfahren und getötet worden ist. Während Robbi von dieser Nachricht schwer getroffen ist, setzt ihn seine Freundin Lisa unter Druck zu schweigen. Sie hat Angst, dass ihrer beider Leben dadurch kaputt gemacht wird. Als Robbi ihr gesteht, dass sein Motorrad bei dem Unfall den Auspuff verloren hat, schickt sie ihn in eine andere Stadt, um dort einen neuen Auspuff einbauen zu lassen, was auch klappt. 
Robbis kleiner Bruder Peter hat jedoch zuvor bemerkt, dass der Auspuff fehlte, ebenso wie der zu diesem Zeitpunkt anwesende Kaplan Rieder. Robbie kann diesen schlimmen Vorfall jedoch nicht einfach abschütteln, wie er geglaubt hatte, es fällt ihm zunehmend schwerer mit seiner Schuld zu leben. Als er Lisa davon erzählt, appelliert sie erneut an sein Gefühl. Die junge Frau, die als Waise aufgewachsen ist, erhofft sich an der Seite eines zukünftigen Rennfahrers eine bessere Zukunft. 
Peter geht dann zwar doch zur Polizei, verschwindet aber wortlos wieder, als der Beamte, dem er sich anvertrauen wollte, ein Telefonat führt. Mit sich selbst nicht im Reinen gerät er in der Kfz-Werkstatt, wo er arbeitet, mit einem Kollegen aneinander und schlägt so schwer auf ihn ein, dass der Mann zusammenbricht. Robbi wird daraufhin fristlos von seinem Chef entlassen. Als Lisa an ihrem Arbeitsplatz, einer Möbelfabrik, davon erfährt, provoziert sie einen Zusammenbruch. Während ihrer Ohnmacht erzählt sie von dem Motorradunfall und Robbi, was ihre Kollegin Betty mithört. Lisa droht ihr, sie umzubringen, wenn sie darüber spreche.  
Betty, die mit dem gewalttätigen Gauner Populescu liiert ist, verplappert sich in seiner Gegenwart, nachdem sie dem Alkohol zu gut zugesprochen hat. Populescu prügelt nähere Informationen aus ihr heraus, da er eine Möglichkeit wittert, Robbi unter Druck setzen zu können und ihn dadurch gefügig zu machen, ihn bei seinen kriminellen Geschäften zu unterstützen. Auch hat er Gefallen an Lisa gefunden und sieht eine Möglichkeit, sie mittels Erpressung gefügig zu machen.  Robbi wurde inzwischen von Kaplan Rieder angesprochen, der ihm seine Hilfe anbot. Der junge Mann ergreift jedoch die helfende Hand nicht und reagiert abwehrend. Außerdem zieht er sich von seiner Mutter, die ebenfalls bemerkt hat, dass Robbi sich verändert hat, zurück und aus der Wohnung aus. Populescu hat nun freie Bahn bei Robbi und versucht, ihn für seine Zwecke einzuspannen. Und noch ein weiteres Damoklesschwert schwebt über Robbi, die Polizei ist mit ihren Ermittlungen vorangekommen und ihm auf der Spur. 
Lisa wird von Karli Specht, der für Populescu arbeitet, ihn aber eigentlich überhaupt nicht leiden kann, dafür Lisa umso mehr, informiert, was sein Boss plant und dass der Coup, Einbruch in ein Juweliergeschäft,  kurz vor Mitternacht über die Bühne gehen soll mit Robbis Beteiligung. In ihrer Not sieht Lisa nur einen Ausweg und wendet sich an Robbis Mutter. Sie gesteht ihr alles und erfährt von ihr, dass die Polizei bereits dagewesen sei. Zusammen gehen die beiden Frauen zur Polizei. Zusammen mit Lisa im Streifenwagen fahren die Polizisten zum Juwelierladen, wo Robbi mit seinem Motorrad steht. Auch Populescu ist da und wird von den Polizisten festgenommen. Robbi dagegen braust mit seinem Motorrad davon und der Polizeiwagen mit Lisa im Fond setzt ihm nach. Lisa gibt während der Verfolgungsfahrt auch die Fahrerflucht zu. Weitere Polizeifahrzeuge nehmen Robbis Verfolgung auf und eine Sperre wird errichtet. Robbi fährt mit seinem Motorrad voll in diese Barriere hinein. Als der Polizeiwagen mit Lisa eintrifft, kann man ihr nur noch von Robbis Tod berichten. Mit verlorenem Blick wendet sie sich ab.

## Produktionsnotizen
Es handelt sich um eine Produktion der Astra Filmkunst GmbH, hergestellt im Divina-Studio Baldham. Der Verleih erfolgte durch die Bavaria Film. Die Bauten stammten von Werner Achmann, die Kostüme von Ilse Dubois. Für die Stand- und Starfotos war Karl Bayer verantwortlich. In einer FSK-Prüfung am 28. März 1960 (Nummer 21993) wurde der Film ab 16 Jahren freigegeben mit dem Zusatz „feiertagsfrei“. Der Schleier fiel… hatte am 26. April 1960 im Capitol in Köln Premiere. In Griechenland startete er unter dem Titel O peplos epese, in Italien unter dem Titel La doppia morte.
Tommy Kent, der sein Filmdebüt gab, singt Ich brauche Dich dazu (OT: I need your Love tonight) und Der Schleier fiel (OT: Autumn Leaves), Originalaufnahme auf Polydor, Originaltext und Musik Sid Wayne und Bix Reichner, deutscher Text Ritter. Die Musik von Rolf Alexander Wilhelm entstand unter Verwendung des Musikwerkes Der Schleier fiel von meinen Augen, Musik Joseph Kosma, deutscher Text Ralph Maria Siegel.
Vera Tschechowa und Hartmut Reck waren zu der Zeit, als der Film entstand, ein Paar. Das Heiratsverbot ihrer Mutter Ada Tschechowa wurde seinerzeit von den Zeitungen thematisiert.
Für Franziska Kinz war dies der letzte Kinoauftritt; sie zog sich anschließend ins Privatleben zurück.

## Kritik
Das Lexikon des internationalen Films urteilte: „Aus der alltagsnah geschilderten Fahrerflucht entwickelt das Drehbuch einen Erpressungsroman, der bis zur tödlichen Verfolgungsjagd am Schluß deutsches Durchschnittskino bleibt.“
Kino.de sprach von einem „tragische[n] Kriminalfilm, der trotz Motiven wie Erpressung und Verfolgung weniger auf äußere Spannung setz[e], sondern sich auf die Psyche des vom jungen Hartmut Reck gespielten Motorradfahrers konzentrier[e] und seinen zunehmenden Verfall beobachte[]. Als Freundin ist Vera Tschechowa zu sehen, die 1961 in einem Vorläufer des Neuen Deutschen Films, in Herbert Veselys ‚Das Brot der frühen Jahre‘, die weibliche Hauptrolle spielte. Stilistisch ist der Film von TV-Regisseur Dietrich Haugk (vier Spielfilme) den ‚Sta[h]lnetz‘-Episoden ähnlich“.